# Moumour
Moumour è un comune francese di 875 abitanti situato nel dipartimento dei Pirenei Atlantici nella regione della Nuova Aquitania.

## Geografia fisica

### Idrografia
Il territorio comunale è bagnato dalla gave d'Oloron (affluente della gave di Pau) e dai suoi tributari, il fiume Vert (che vi confluisce) ed i torrenti de Lamiellotte e de Tastillat.

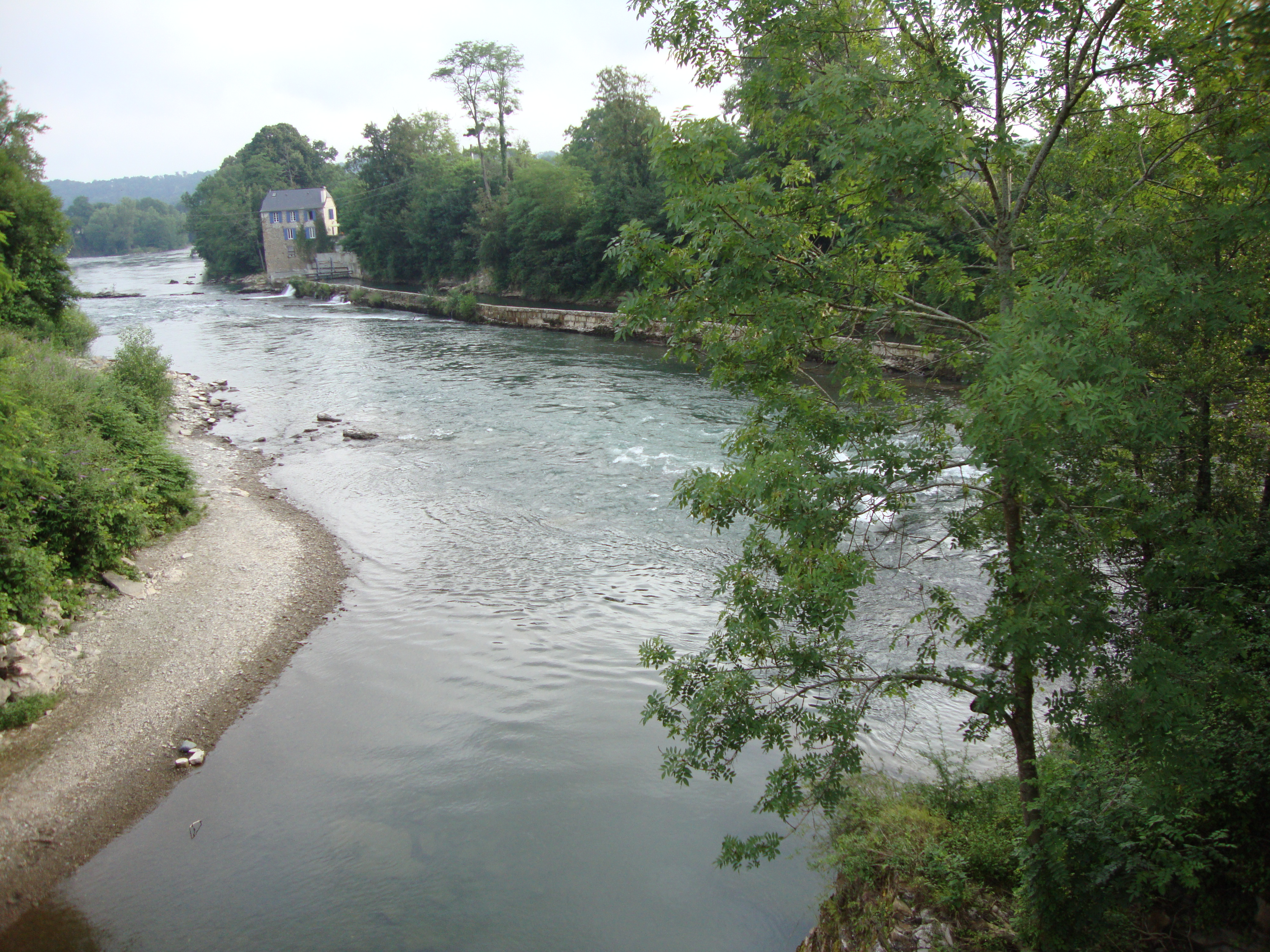
Confluenza Vert - Gave d'Oloron

### Comuni limitrofi
- Verdets a nord-est
- Orin ad est
- Esquiule ad ovest
- Oloron-Sainte-Marie a sud

## Società

### Evoluzione demografica
Abitanti censiti